# 尼嫩

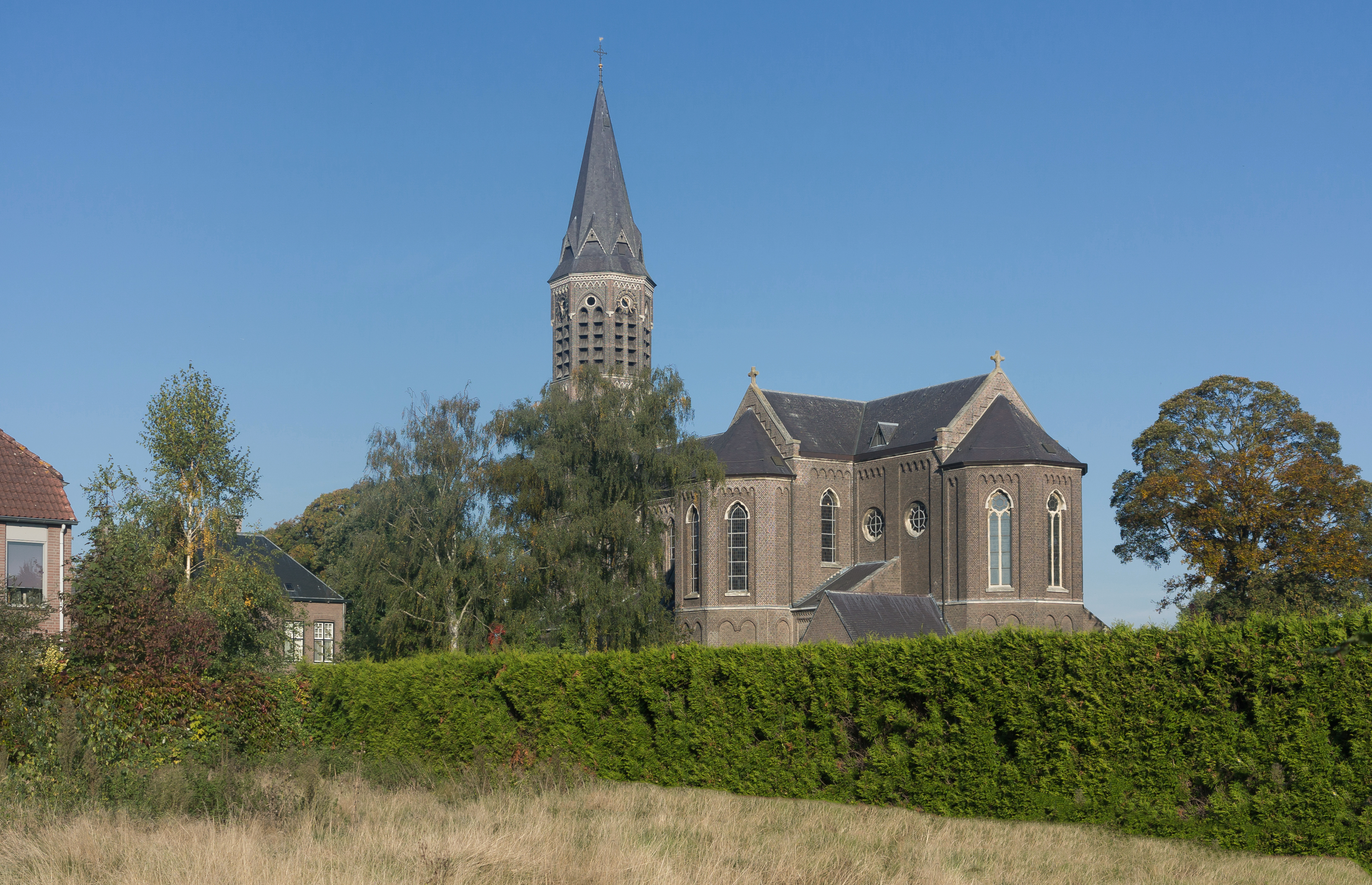
尼嫩圣克莱门教堂 (Sint Clemenskerk)

尼嫩（荷蘭語：Nuenen，荷蘭語發音：[ˈnynə(n)]），又译尼厄嫩、纽南，是荷兰北布拉班特省尼嫩、海尔文和下韦滕的一个小镇。文森特·梵高于1883年至1885年在尼嫩生活和工作。1944年，该镇是市場花園行動中的一个战场。2009年，尼嫩人口为22,437人。

## 地名发音问题
事实上，该地名Nuenen的发音为[ˌnynə(n)]，第一个“e”不发音，根据实际发音其应译作“尼嫩”，然而该地名却常被误译作“尼厄嫩”。